# Карвалью, Жуан
Жуан Антониу Антунеш Карвалью (порт. João António Antunes Carvalho; род. 9 марта 1997 года в Каштаньейра-ди-Пера, Португалия) — португальский футболист, полузащитник греческого клуба «Олимпиакос», выступающий на правах аренды за португальский «Эшторил-Прая».

## Клубная карьера
Карвалью — воспитанник столичной «Бенфики». 11 января 2015 года в матче против дублёров «Порту» он дебютировал за команду дублёров в Сегунда лиге. В начале 2017 года для получения игровой практики Жуан на правах аренды перешёл в «Виторию Сетубал». 5 февраля в матче против «Ароки» он дебютировал в Сангриш лиге. 19 марта в поединке против «Порту» Карвалью забил свой первый гол за «Виторию». По окончании аренды Жуан вернулся в «Бенфику» и был включён в заявку на сезон.
1 июля 2018 года перешёл в «Ноттингем Форест». Первый гол забил 19 сентября 2018 года в ворота «Шеффилд Уэнсдей».

## Международная карьера
В 2014 году в составе юношеской команды Карвальо принял участие в юношеском чемпионате Европы на Мальте. На турнире он сыграл в матчах против сборных Шотландии, Швейцарии, Германии и Англии.
В 2016 году в составе юношеской сборной Португалии Карвалью принял участие в юношеском чемпионате Европы в Германии. На турнире он сыграл в матчах против команд Франции, Австрии, Германии и Италии.
В 2017 году в составе молодёжной сборной Португалии Жуан принял участие в молодёжном чемпионате Европы в Польше. На турнире он сыграл в матчах против команд Сербии и Испании.

## Достижения
Командные
 «Бенфика»
- Обладатель Суперкубка Португалии — 2017